# Palais Kikine

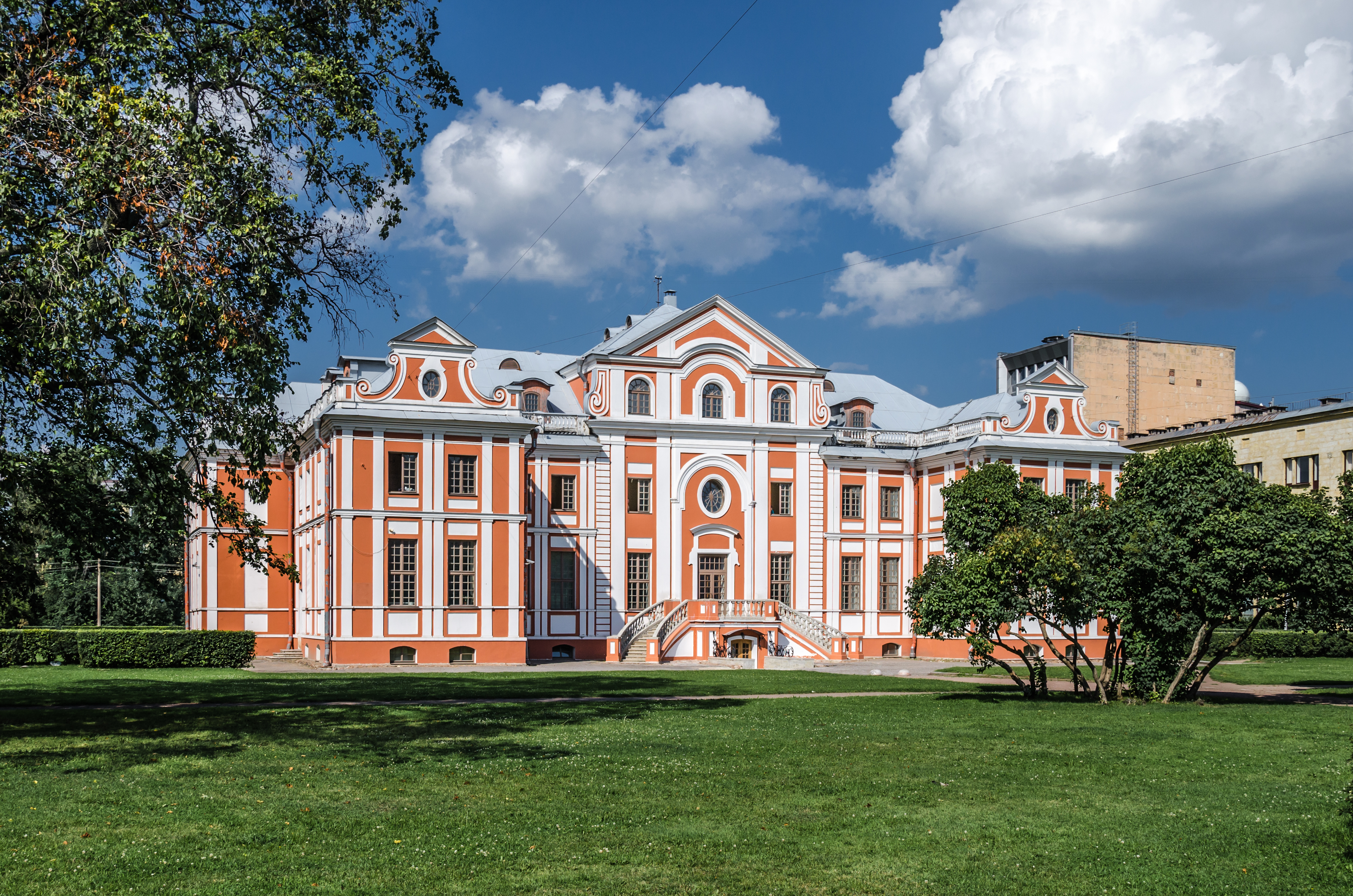
Façade du palais Kikine

Le palais Kikine, appelé aussi Salles Kikine (Кикины палаты), est un petit palais représentatif du baroque pétrovien (ou pétrinien), situé à Saint-Pétersbourg au numéro 9 de la rue Stavropolskaïa.

## Historique
Ce palais est la seule des demeures de l'amiral Kikine à avoir été conservée jusqu'à nos jours. Alexandre Kikine (1670-1718), qui était un compagnon proche de Pierre le Grand, le fit construire à partir de 1714, mais il fut terminé après sa mort en 1720 et réaménagé les années suivantes. Il est probable que l'architecte ait été Andreas Schlüter, à cause de similitudes avec le grand palais de Peterhof, mais aucun document écrit ne le prouve. L'amiral Kikine est incarcéré en 1718 pour avoir voulu favoriser la fuite hors de Russie du tsarévitch Alexis Petrovitch et la demeure entre en possession de la couronne.
On y installe de 1719 à  1727 les collections du cabinet de curiosités de Pierre le Grand, avant la construction de la Kunstkamera, ainsi que les volumes de la bibliothèque impériale, plus tard aménagée à la Bibliothèque de l'Académie.
La chancellerie s'y installe en 1733, puis l'administration du régiment de cavalerie de la Garde du Corps impériale qui y aménage une chapelle et une infirmerie militaire. Le décor intérieur baroque est anéanti, lorsque le palais est réaménagé par Alexandre Staubert en 1829.
L'édifice souffre de dommages pendant le siège de Léningrad. Il est restauré en 1952-1956 par Irina Benois (1912-2004). Il appartient aujourd'hui à un lycée musical.

## Source
- (ru) Cet article est partiellement ou en totalité issu de l’article de Wikipédia en russe intitulé « Кикины палаты » (voir la liste des auteurs).